# 分靈體
分靈體是J·K·羅琳的小說及電影系列《哈利波特》中的魔法物品。分靈體的效用於中正式被提及，其概念在該系列後期故事中佔極為重要的位置。

## 簡介
在《哈利波特》系列小說中，分靈體是一種用於儲存某人部分靈魂的物體，保護他免於真正的死亡——這也是巫師製作分靈體以尋求長生不老的方式（類似於其他奇幻作品中的護命匣的功能）。根據小說系列中所述，巫師為了防止其肉身的死亡而把其靈魂進行分割，把一部分置於其他物件之中，被置入靈魂的物件就成為了分靈體。
任何活生生的有機體，以及無生命的物件都可被用作分靈體，儘管前者被認為使用起來的風險會更大，因為生命體能夠自主移動和思考（被用作分靈體的生物能倖免於索命咒）。當一個巫師把其靈魂置於分靈體中，他就沒法完全被殺死；若分靈體製作者的肉身被毀，那麼分靈體所保留其身體中的那部分靈魂依然會存在於世，成為在物質世界中唯一的支柱，使他不會過渡至另一個世界，而是以一種能夠被另一名巫師復活的非物質形式存在，就如和中所述般。女巫或巫師能夠創造的分靈體於數量上沒有限制。一個巫師的肉身在物質世界中唯一的支柱就是其靈魂，若其分靈體全數被摧毀的話，那麼最終將導致該巫師的真正死亡。
佛地魔選擇以這種方法來獲得永生，這個概念是在中引入的。學生時期的佛地魔曾經向當時擔任學校教授的赫瑞司‧史拉轟詢問過有關如何製作分靈體的事，該系列的作者羅琳於小說中引用史拉轟的一段說明性對話的記憶，以揭示分靈體的創造需要犯下極為邪惡的謀殺罪，那是極其邪惡行為——把靈魂撕裂。史拉轟曾告訴他，只有極少數的巫師會選擇製造分靈體，因為那是極為邪惡的事：「靈魂應該保持完整無缺，撕裂它是一種違逆，是違反自然的。」
分靈體的創造被認為是所有魔法中最黑暗和極為邪惡的那種，也是極為殘酷的事，因為這涉及一種禁忌使用的邪惡黑魔法——這必須犯下如謀殺般的滔天罪行，從而把靈魂撕裂，然後還必須念出一道咒語，用來把那撕裂的靈魂注入該物體。每製作一個分靈體（每分裂一次靈魂）就必須殺一個人，而且靈魂被分裂後會令製作者的身體變得非常虛弱，古代曾只有邪惡巫師或女巫把靈魂分成兩半的紀錄，然而佛地魔最終成功製作了六個分靈體，更在不為意之下製造多了一個分靈體，而這個分靈體還存在於哈利‧波特體內，因此其分靈體的總數為七個。隨着創造者的靈魂被分裂的部分越小，他所失去的自然人性便會越多，而且被分割的靈魂也會變得越來越不穩定。因此，在非常特殊的條件下，靈魂碎片可以在沒有創造者的意圖或知識下密封於一個物體內。雖然受影響的物體會如同任何的分靈體一樣保持製作者永生不朽，然而它並不會變成「黑暗物體」。
由於創造分靈體必須要作出極為邪惡的事情，它也沒有一個可以自由使用的肉體，因此絕大部分的魔法書籍並未有記載相關的修練方式，僅有如《黑魔法的秘密》等少數研究邪惡黑魔法的書籍對它有所紀載，該系列的作者羅琳從未發表過分靈體實際的魔法力量。在該系列的最後一輯小說中，妙麗·格蘭傑也是從這本書籍當中獲得其相關咒語。羅琳透露指她打算在自己長期提及的《哈利波特百科全書》中說明創造分靈體的過程和咒語。
當擁有分靈體的人其本身靈魂被毀時，他會成為一個既痛苦且不完整的生命。這也解釋了佛地魔受到自己向哈利施展出的索命咒反彈的時候卻沒有死亡，而是成為不完整的生命體。

## 佛地魔的分靈體
依據阿不思·鄧不利多的推测，佛地魔很有可能制造了六个分靈體，把灵魂分成了七个部分，故若要殺掉佛地魔必須找出全部分靈體並把它們全部毀滅。據推測，佛地魔所有分靈體对他而言都具有重要意义，或是具有强大魔法力量。

### 湯姆·瑞斗的日記

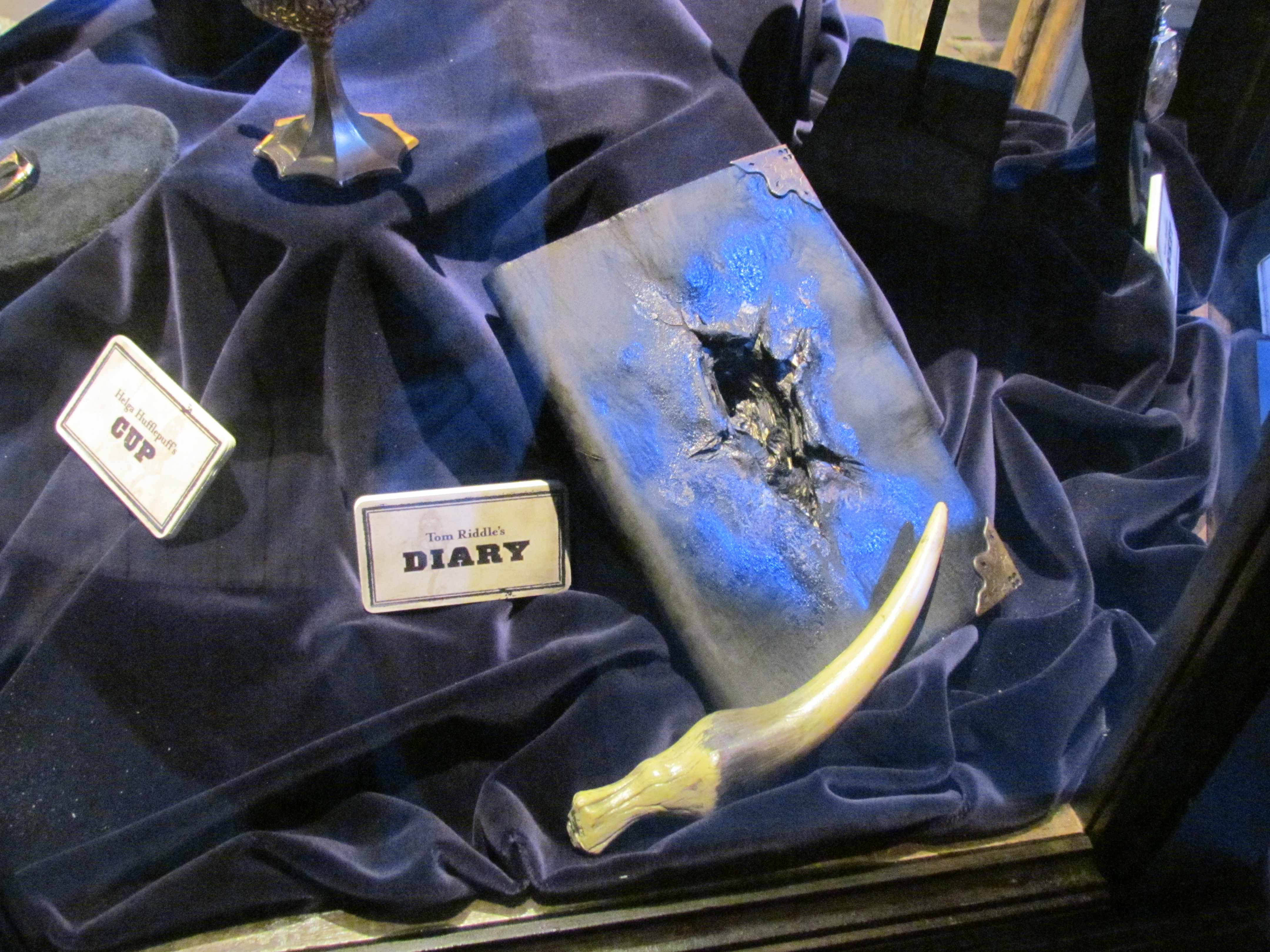
湯姆·瑞斗的日記。

湯姆·瑞斗的日記（Tom Riddle's Diary）：16歲的湯姆·瑞斗於霍格華茲的五年級時以其學校日記創造他的首個分靈體，當時他利用蛇妖把其同學愛哭鬼麥朵謀殺了之後再施展黑魔法咒語把日記變成了分靈體。該日記於小說的第13章裡被介紹，並在同一小說的高潮期間被哈利·波特以蛇妖的毒牙摧毀。
該日記是一本寫字上去後會吸乾墨水的空白日記，佛地魔於第一次倒台前把該分靈體委託給魯休斯·馬份保管，雖然佛地魔曾向他告訴指出它作為武器的價值，但他相信自己能夠協調馬份對它的使用；魯休斯也意識到其腐敗的魔法屬性，然而他當時並不知道該日記是個分靈體及其重要性，對此感到害怕的他為了詆毀亞瑟·衛斯理以及處置這個表明有罪的黑暗物體，於是他把該日記於華麗與污痕書店裡把其偷偷藏於金妮·衛斯理的盛載書本的大釜中，跟她所購買的書本混在一起。
後來金妮把該日記用作抒發心情的工具，湯姆·瑞斗的靈魂碎片便以此途徑附在金妮身上，並偷偷的利用她來為密室之門重新被打開作準備，並最終開始從她身上汲取其生命。當時霍格華茲校內有許多人被石化，更有雄雞被殺，蜘蛛往校外爬。金妮其後發現其嚴重性，於是把它丟在校內二樓的女生廁所內，該日記輾轉來到哈利·波特手上。哈利向日記查問50年前打開密室的事，而該日記卻誤導他，讓他以為該人是魯霸·海格。在該小說的尾聲，瑞斗藉金妮的失蹤引誘哈利把密室之門打開。在小說的尾聲，哈利擊敗蛇妖並救回金妮的性命後，他以死去蛇妖的毒牙刺向日記把它摧毀，使它成為首個被銷毀的分靈體。
|                                                                                 | 最讓我感好奇和擔憂的是，這本日記既是一種武器，也是一種保護措施。 |
| ———— 鄧不利多在《消失的密室》裡向哈利暗示著佛地魔的分靈體一定有某種形式的備份。 |                                                                  |

哈利於事後向鄧不利多報告了該日記的事，鄧不利多首次向他暗示指佛地魔可能不僅創造了一個分靈體，而是創造了幾個。據說魯休斯·馬份當時正打算等待佛地魔的授權，然後才允許把日記偷運到霍格華茲，然而在佛地魔第一次失敗之前，他從未收到它。佛地魔直至強迫盧休斯·馬份道出真相才得知日記被毀的事實。
對該系列的作者J·K·羅琳來說，那日記是一件非常可怕的物體，她在受訪時說：「特別是對一個年輕女孩來說是個誘惑，就是把心思傾訴於日記上。」羅琳的妹妹黛安很容易出現這種情況，她非常害怕有人會閱讀她的日記，這本日記本身就是反對傾訴者的東西，這讓羅琳產生了寫日記的想法。當被問到若金妮死了而瑞斗設法逃脫會發生甚麼事的時候，羅琳透露「這將會大大加強了佛地魔當時的力量。」

### 魔佛羅·剛特的戒指

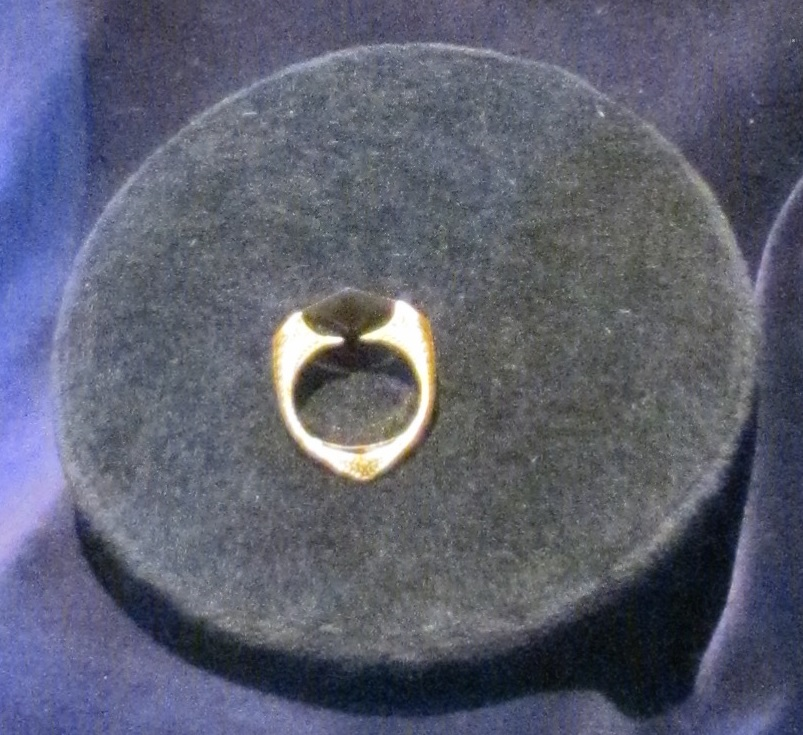
魔佛羅·剛特的戒指。

魔佛羅·剛特的戒指（Marvolo Gaunt's Ring）：佛地魔的外公—魔佛羅·剛特（Marvolo Gaunt）擁有一枚匠工粗糙的黑色寶石金戒指，黑色寶石上面刻有一個神奇符號，那是皮福雷家族的紋章。這枚戒指於小說的第四章裡提到，並且已經被鄧不利多以葛來分多寶劍摧毀。
15歲的湯姆·瑞斗於霍格華茲就讀六年級前的那個夏天，他到小漢果頓的剛特家族的小屋，把他的舅父魔份·剛特（Morfin Gaunt）擊昏並拿走了那枚金戒指。隨後他到小漢果頓的另一邊把其麻瓜父親與祖父母謀殺了，之後再折返剛特家族的小屋並透過篡改其舅父的記憶來誣陷他，讓他後來被指控因殺害麻瓜而被關進阿茲卡班。瑞斗把其取走的那枚金戒指施加了詛咒並製成分靈體，最終把它藏於剛特家族曾經居住並已經廢棄的房子裡。
根據儲思盆的記憶，瑞斗於霍格華茲就讀期間都一直戴著這枚戒指，他最終還是把它藏於經已廢棄的剛特家房子裡，它一直隱藏於地板下的金色盒子中，並受到多種魔法的保護，直至鄧不利多在與之間的那個暑假期間發現到它。鄧不利多後來以葛來分多寶劍把這個分靈體摧毀；然而就正如中所揭示的那樣，他還辨認得到戒指當中的黑色石頭就是三件死神聖物之一的重生石。對於三件死神的聖物，重生石就是鄧不利多最渴望得到的那個，其原因就是他希望讓他的妹妹和父母復活，以此來減輕他對其妹阿蕊安娜（Ariana）之死的愧疚。由於他渴望把它激活以向其去世已久的家人道歉，雖然鄧不利多於事後認為這完全是不明智之舉，但他當時似乎已忘記了該戒指也是個分靈體而嘗試把它戴於手上，因此他遭到附在戒指上的破壞性保護魔法而受傷，使他因戒指上的詛咒而受到致命的傷害。該傷勢使他的右手因枯萎而造成永久損壞，並因此而變得焦黑，而他也只剩下不足一年的壽命。若非石內卜干預的話，他會更快因此而喪命。然而石內卜只能減緩鄧不利多右手枯萎的詛咒，卻無法阻止它最終讓他喪命的事實。
該分靈體於的開學前被鄧不利多以染有蛇妖毒血的葛來分多寶劍摧毀，已經被銷毀的戒指暫時保留於霍格華茲校長辦公室的桌子上。

### 史萊哲林的小金匣

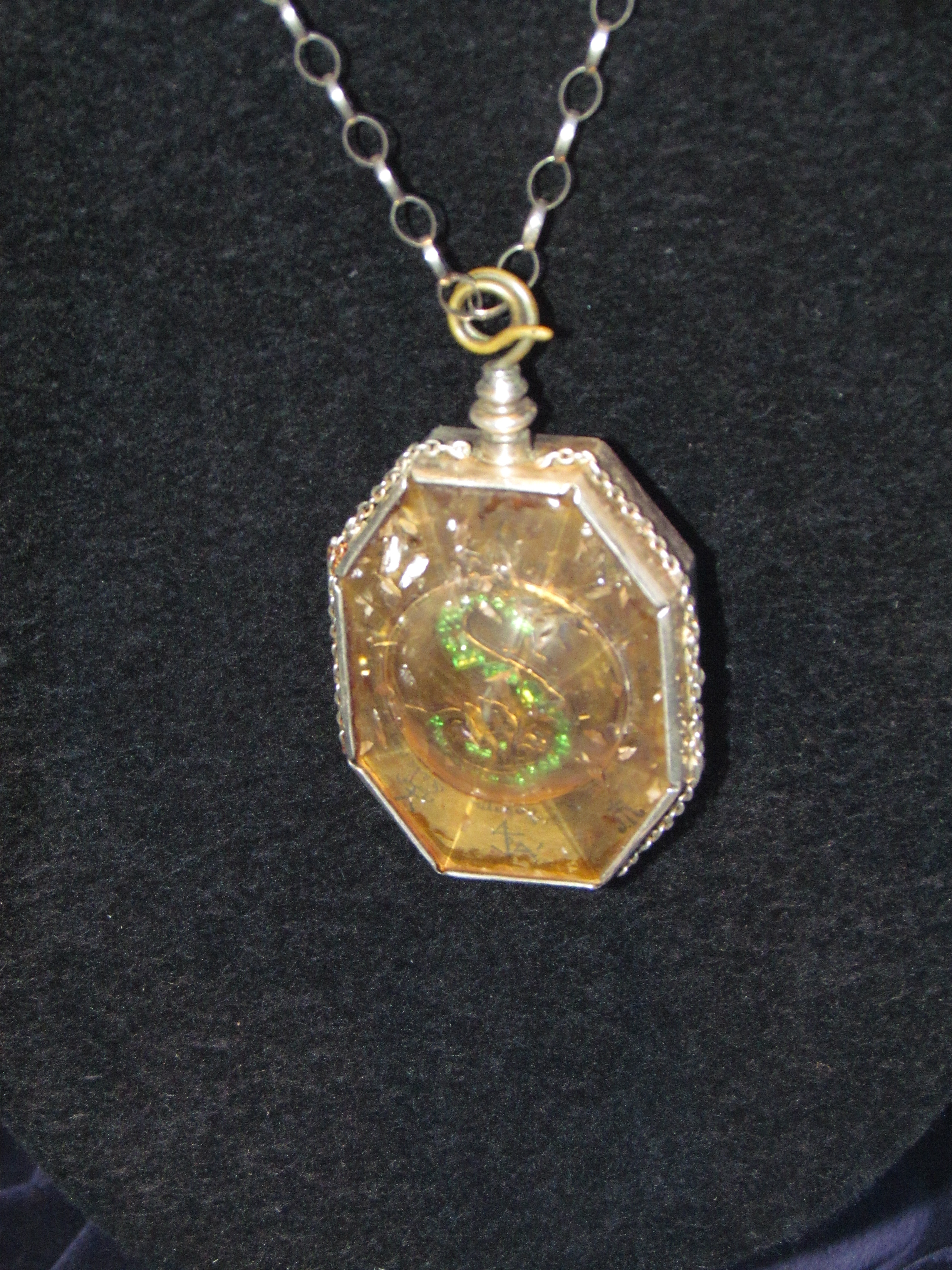
史萊哲林的小金匣。

史萊哲林的小金匣（Slytherin's Locket）：那是一個如雞蛋般大小的小金匣，小金匣上鑲有許多綠寶石，上面有代表著薩拉札‧史萊哲林的S字母標記。該小金匣從史萊哲林家族透過代代相傳，最終傳至剛特家族的成員—佛地魔的母親—魔柔·剛特（Merope Gaunt）的手中，作為史萊哲林最後一支僅存的血脈。
在老湯姆·瑞斗（佛地魔的麻瓜父親）把懷孕的魔柔·剛特拋棄後，她被迫以10個金加隆將小金匣售予一個名為卡拉克塔克斯·伯克（Caractacus Burke）的商人（波金與伯克氏商店的店主之一），後來得知該價錢只是那小金匣真實價值的一小部分。該小金匣最終售予海加‧赫夫帕夫的遠親——古董收集家花奇葩·史密（Hepzibah Smith）。佛地魔在謀殺花奇葩·史密後把小金匣偷去，並嫁禍給她的家庭小精靈——哈佳。佛地魔在謀殺一個麻瓜流浪漢後施展咒語讓該小金匣變成分靈體。其後，佛地魔把它藏於一個受魔法保護的海邊洞穴裡。在《混血王子的背叛》中，鄧不利多跟哈利就是到那裡尋找小金匣，卻在那裡找到一個假的。
佛地魔把小金匣偷去並製作成分靈體後，他跟食死人獅子阿爾發·布萊克及其家庭小精靈怪角一起把它藏於一個水下洞穴裡，而原本自願陪同佛地魔藏匿分靈體的獅子阿爾發·布萊克，他為了讓佛地魔最終倒台，他跟怪角利用魔法保護小金匣並把它偷去，並以一個字條署名為R.A.B.（獅子·阿爾發·布萊克）的假貨小金匣用以取代來愚弄佛地魔，後來布萊克於水下洞穴奮力對抗陰屍期間，他把真的小金匣轉交給怪角帶回去古里某街12號的布萊克家族大宅。由於無法按照獅子阿爾發·布萊克的命令把小金匣摧毀，怪角於是把它保管於布萊克家族大宅的個人櫥櫃裡，並多年來一直保護著小金匣。後來當鳳凰會利用這座房子作為總部時，小金匣被蒙當葛·弗列契從櫥櫃裡偷去。當桃樂絲·恩不里居發現他出售贓物時，他就把它送出作為行賄交易物。
哈利、榮恩及妙麗在得知這些細節後不久，他們冒險潛入恩不里居工作的魔法部把它偷回來。後來哈利等三人於尋找分靈體的旅程中輪流把它戴在頸上卻出現讓他們不安的狀況，當哈利把它戴在頸上並試圖從迪恩森林的湖底把葛來分多寶劍取回來的時候差點被它勒死，及後榮恩把他救回來。當榮恩嘗試以葛來分多寶劍摧毀小金匣時，當中佛地魔的靈魂碎片試圖利用榮恩的恐懼，並幻化成哈利與妙麗發展戀愛的浪漫關係的形態來影響他，最後榮恩以葛來分多寶劍把它摧毀。
此外，哈利把獅子阿爾發‧布萊克當初用作調包的假貨小金匣以遺贈的方式送給怪角。

### 赫夫帕夫的金盃

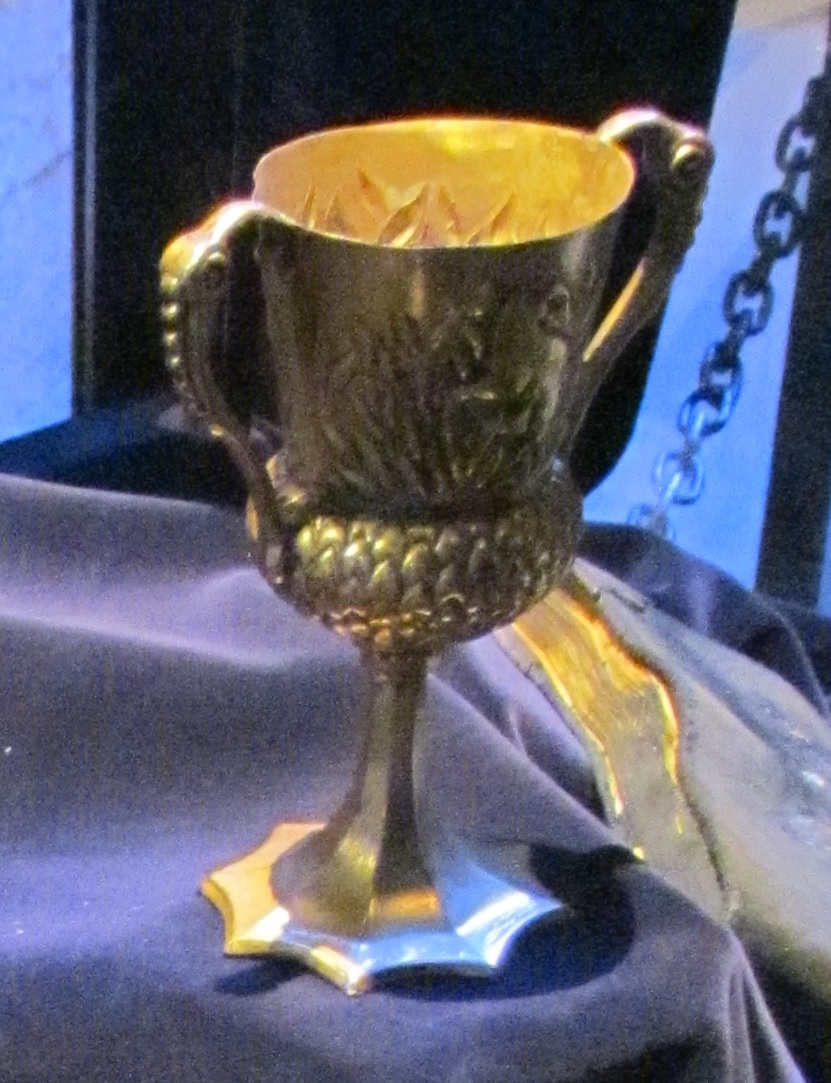
海加·赫夫帕夫的金盃。

赫夫帕夫的金盃（Helga Hufflepuff's Cup）：湯姆·瑞斗以海加·赫夫帕夫的金盃來製作其第三個分靈體，那是一個有著獾紋章與兩個把手的精緻金盃，傳說它具有多種不可思議的功能。
這個金盃於小說的第20章裡被介紹，它原本被一位古董收集家—海加·赫夫帕夫的遠親後裔—花奇葩·史密（Hepzibah Smith）所擁有，湯姆·瑞斗把她毒殺並把金盃盜去，然後嫁禍其家庭小精靈郝琪犯罪。跟史萊哲林的小金匣一樣，佛地魔把它變成分靈體。他委託貝拉·雷斯壯運用她家族位於古靈閣高度保密的地窖金庫把它一直保管，哈利猜想曾經身無分文的佛地魔總是渴望跟這個地方建立聯繫。該銀行會以額外的保護咒如複製咒（Gemino）及辣辣燃咒（Flagrante）等魔咒用於保護其金庫的內容。
在裡，哈利、榮恩與妙麗以變身水偽裝成貝拉·雷斯壯及其丈夫等闖進銀行地窖並把金盃偷去，這使佛地魔震怒並大開殺戒，殺了許多古靈閣的妖精和食死人。在小說的第31章裡，妙麗和榮恩於霍格華茲大戰期間在消失的密室裡，以蛇妖遺骸上的毒牙把這個分靈體摧毀。

### 雷文克勞的王冕

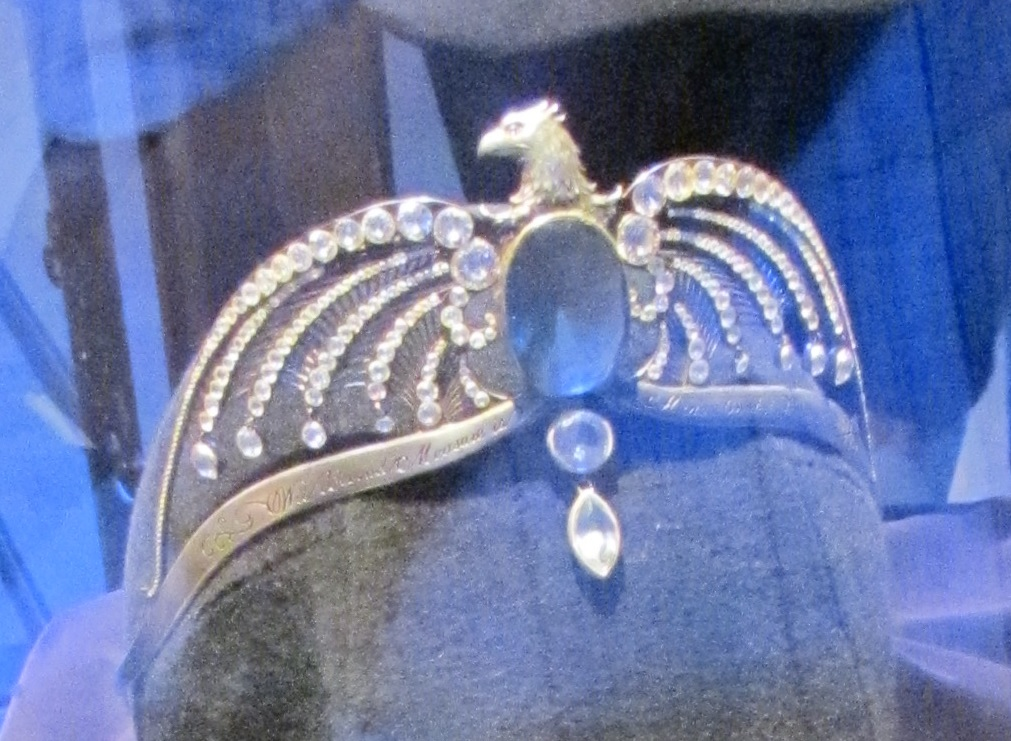
雷文克勞的王冕

雷文克勞的王冕（Rowena Ravenclaw's Diadem）：一個已經生鏽褪色的寶石王冠，傳說它可讓戴上的人獲得額外的智慧。
羅威娜·雷文克勞的女兒—海倫娜·雷文克勞（即霍格華茲的雷文克勞學院駐塔幽靈—灰女士），她為了得到能夠超越母親的智慧而把它偷去。後來羅威娜由於病重，因此派遣女兒的追求者—血腥男爵前往尋找她。血腥男爵追尋海倫娜至阿爾巴尼亞的森林，然而海倫娜原以為血腥男爵是為尋回王冕而來，她為了阻止王冕被奪走而把它藏於那森林的一棵空心樹下。血腥男爵於找到海倫娜後要求把她帶回去，但遭到她的拒絕，血腥男爵於是在嫉妒之中把她殺掉之後自殺。
多年後，海倫娜在湯姆·瑞斗俊俏面孔的打聽之下，不其然地透露了這個收藏多年的秘密。成為了佛地魔前的瑞斗到阿爾巴尼亞取得該王冕並把它轉換成為分靈體。其後，當瑞斗回到霍格華茲向鄧不利多應徵作為黑魔法防禦術教授一職時把該王冕偷偷置於萬應室裡。後來哈利於的時候因收藏混血王子的魔藥學課本期間在不經意之下得知這個地方，從而推論出王冕藏於該處。雷文克勞的王冕最後於萬應室裡被哈利等人的同學——克拉所施放的「惡魔之火」燒毀（電影版當中為哈利先以密室中蛇妖的毒牙摧毀，然後被榮恩踢進高爾於萬應室內引燃的惡魔之火中加以摧毀）。

### 娜吉妮
娜吉妮（Nagini）：一條巨大的雌蛇，其真身為曾經擁有人類形態的血咒宿主（在前傳電影的第二輯《怪獸與葛林戴華德的罪行》裡出現），她曾經是馬戲團成員，後來不幸地因血咒而永久失去維持人類形態的能力，在遇到唯一能跟蛇形態的她溝通的爬說嘴——湯姆·瑞斗之後，他們多次共同經歷患難，因此她成為了佛地魔最喜愛的寵物。
娜吉妮具有毒性特殊的毒液，牠於電影裡咬傷亞瑟·衛斯理，在裡殺害賽佛勒斯·石內卜。鄧不利多跟哈利於中原先認為蛇妖娜吉妮是佛地魔在謀殺法蘭克·布萊斯（小漢果頓瑞斗府的老麻瓜園丁）的時候製造的，然而該系列的作者羅琳於訪談中說明牠實際上是魔法部的魔法遊戲與運動部員工柏莎·喬金斯。殺人無數的娜吉妮最後被奈威·隆巴頓以葛來分多寶劍殺死。

### 哈利波特
在的開篇之前發生的事件中，佛地魔當初殺害哈利·波特的父母後，當他試圖以索命咒殺害哈利時，由於莉莉·波特為愛犧牲的古老保護魔法，使佛地魔因其咒語反彈而導致他在無意中把自己的靈魂分裂，其分裂了的靈魂碎片隨即依附並封印在當時唯一活著的靈魂——當時還是嬰兒的哈利身上。佛地魔的靈魂已被他不斷的謀殺，以及他被其之前所創造的分靈體的削弱和變得不穩定，因此無意中把靈魂分裂的佛地魔衰弱得差點死亡，而哈利就成為了唯一能夠從佛地魔手上逃出的人。這類似於製作分靈體的方式，然而這是無意中製作的。該系列的作者羅琳明確地表示，由於佛地魔並沒有施放分靈體的咒語，因此哈利從未成為一個真正的「黑暗物體」。
哈利前額上閃電狀的傷疤就是該次謀殺未遂的直接結果，由此形成的關聯並且被用作解釋幾個重要的情節點：這亦同時賦予了兩人的心靈相通和爬說嘴的能力，使哈利於整個系列中能夠洞察佛地魔的精神和情緒狀態，對方並能夠竊聽其思想，而這種洞察力通常伴隨着哈利額上疤痕的疼痛。哈利透過佛地魔繼承了其爬說嘴的理解及說話的能力，羅琳於一次訪談中透露，當佛地魔靠近、活躍或感受到強烈的情緒時，哈利的傷疤或會經常感到疼痛，這實際上是由於佛地魔那被困的靈魂碎片渴望從哈利的身體離開，並重新回到其主人的靈魂之中。這種嚮往也是佛地魔於禁忌森林中對哈利所施展的索命咒把其體內的靈魂碎片確實摧毀的原因之一，但這只會讓哈利的靈魂陷入瀕死的狀態而不能把他殺死。
哈利擊敗佛地魔的七個原因：
- 由於莉莉·波特為愛犧牲的古老保護魔法，使哈利的血液對佛地魔有著對抗，使他不能觸碰哈利；
- 因上述原因，佛地魔在中利用哈利的血協助自己復活，使哈利的血液運行其全身並不斷作出對抗；
- 由於佛地魔在《火盃的考驗》中利用哈利的血協助自己復活，使他只能銷毀自己在哈利體內的靈魂碎片而不能把哈利殺掉；
- 由於佛地魔的靈魂碎片渴望重新回到其主人的靈魂之中，故當佛地魔對哈利施展索命咒時，在哈利體內的靈魂碎片抵擋了佛地魔的索命咒，這就等於佛地魔親手毀了自己的第七個分靈體（值得注意的是佛地魔從未料到哈利竟是其分靈體）；
- 由於佛地魔的分靈體全數被毀，故哈利在最後只是跟佛地魔單獨決鬥；
- 儘管哈利被接骨木魔杖[[[Wikipedia:格式手册/链接#章節|錨點失效]]]所施放的索命咒擊中，但由於哈利擊敗了跩哥·馬份從而成為接骨木魔杖的新任主人，也由於哈利對接骨木魔杖具擁有權，故他不會被自己的魔杖殺死；
- 佛地魔與哈利之間有著類似於分靈體般的關聯，這減低了佛地魔詛咒的力量，並保護哈利免於不可逆轉的死亡[19]；

隨着佛地魔的一切被摧毀，兩人之間的聯繫也被打破了，哈利再也感覺不到其傷疤的疼痛，羅琳透露哈利也因此失去了爬說嘴的能力。
魂器的基本情况汇总如下表所示：
| 魂器名称       | 制造时间                         | 已知的固定存放地/保管人 | 结局 | 摧毁时间       | 摧毁者                                          | 摧毁用的物件（物质）           |
| -------------- | -------------------------------- | --- | --- | -------------- | ----------------------------------------------- | ------------------------------ |
| 里德尔的日记   | 1943年                           | 1. 卢修斯·马尔福（最迟1981-1992.8） 2. 金妮·韦斯莱（1992.8-1993.6） | 伏地魔第一次失势前转交给卢修斯，卢修斯后偷偷放将其在金妮·韦斯莱处。 日记中的汤姆·里德尔控制了金妮，打开密室并攻击麻瓜出身同学。金妮曾将其丢弃于废弃的女卫生间并被哈利拾到，随后又被金妮取回。 后被哈利·波特摧毁。                                       | 1993年         | 哈利·波特                                       | 蛇怪的毒牙（毒液）             |
| 冈特的戒指     | 1943年夏                         | 冈特老宅（？-1996年夏） | 邓布利多将其发现并摧毁。 后邓布利多将戒指戴在手上，想使用戒指中的复活石，却对右手造成了致命伤害。 | 1996年夏       | 阿不思·邓布利多                                 | 格兰芬多剑（蛇怪毒液）         |
| 斯莱特林挂坠盒 | 不早于20世纪40年代且不迟于1979年 | 1. 海边岩洞（？-1979） 2. 布莱克家族祖宅（1979-1996或1997） 3. 蒙顿格斯·弗莱奇（1996或1997-？） 4. 多洛雷斯·乌姆里奇（？-1997.9.2） 5. 哈利·波特、赫敏·格兰杰和罗恩·韦斯莱（1997.9.2-1997.12.28） | 雷古勒斯·布莱克与克利切偷出挂坠盒，克利切在无法摧毁的情况下将其保管于布莱克老宅。 蒙顿格斯将其盗窃，后乌姆里奇向蒙顿格斯勒索挂坠盒并将其佩戴于身上。 哈利等三人潜入魔法部将其夺回后被迫流亡。最终由哈利得到格兰芬多在迪安森林取得宝剑并由罗恩持剑摧毁。 | 1997年12月28日 | 罗恩·韦斯莱                                     | 格兰芬多剑（蛇怪毒液）         |
| 赫奇帕奇金杯   | 不早于20世纪40年代且不迟于1981年 | 古灵阁银行的莱斯特兰奇家族金库（？-1998.5.1） | 哈利等三人闯入古灵阁窃回金杯。后罗恩模仿蛇佬腔打开霍格沃茨的密室，并由赫敏在密室摧毁金杯 | 1998年5月2日   | 赫敏·格兰杰                                     | 蛇怪的毒牙（毒液）             |
| 拉文克劳冠冕   | 不早于20世纪40年代且不迟于1981年 | 有求必应屋（？-1998.5.2） | 哈利、罗恩与赫敏进入有求必应屋寻找冠冕，与埋伏在内的德拉科·马尔福、克拉布、高尔战斗。 克拉布在屋内施放厉火，将冠冕烧毁（电影中放火者改为高尔，而毁灭方式为哈利将蛇怪毒牙刺入冠冕，其后罗恩将冠冕踢入厉火中）                                            | 1998年5月2日   | 文森特·克拉布 （电影为哈利波特和格雷戈里·高尔） | 厉火（电影为蛇怪的毒牙和厉火） |
| 哈利·波特      | 1981年10月31日                   | 无 | 霍格沃茨大战中，哈利从斯内普的记忆内得知自己体内意外留有伏地魔的灵魂碎片，自愿赴禁林赴死。伏地魔用索命咒将其击倒，摧毁了自己的灵魂碎片，却并未杀死哈利。                                                                                                | 1998年5月2日   | 伏地魔                                          | 索命咒                         |
| 纳吉尼         | 1994年夏                         | 1. 无 2. 伏地魔（1998.5.1-1998.5.2） | 纳威·隆巴顿从分院帽中抽出格兰芬多宝剑，将纳吉尼斩杀 | 1998年5月2日   | 纳威·隆巴顿                                     | 格兰芬多宝剑（蛇怪毒液）       |

## 摧毀
分靈體是可以被消滅的，然而對於摧毀沒有生命的物體所製成的分靈體的難度極難，它們無法通過粉碎、折斷或燃燒等常規手段來摧毀。若要摧毀分靈體的話，一般的魔法是做不到的，它必須達至無法自行復原／透過魔法手段來進行修復的程度才能被摧毀。鮮有魔法物品或咒語能足以實現這目標。
也可以利用如惡魔之火等來破壞。
已知能夠摧毀分靈體的物件／材料：
- 蛇妖的毒液：當哈利於《消失的密室》中利用蛇妖的毒牙刺進湯姆·瑞斗的日記（分靈體）並將其毀滅；在同一輯小說及電影中，當他殺死蛇妖時，其手臂曾遭蛇妖的毒牙刺傷，後來得到佛客使以淚水才能治癒。蛇妖的毒液會永久地充滿並滲透到毒牙之中，使它在摧毀分靈體方面非常有效。
- 葛來分多寶劍：由於它是由妖精製造，因此它不能以任何方式改變、變樣或損壞其形狀或形態。它只能以一種使其比以前更強的方式來產生變化。由於劍刃於斬殺蛇妖時使刀片上沾了蛇妖的毒液，使劍刃吸收其他物質而強化，從而讓它有能力發揮作用，讓哈利、榮恩和妙麗於《死神的聖物》中成功以它來摧毀分靈體。
- 惡魔之火：這種強大的黑魔法火焰能透過簡單的咒語召喚，但非常難以控制。它燃燒起來異常猛烈和熾熱，幾乎沒有甚麼能抗拒其力量，從而使它有能力摧毀分靈體。除非是燃料耗盡，否則無法熄滅。其傷害是無法彌補的，也有可能會在此過程中殺掉施咒的人，就像克拉於萬應室召喚這種火焰試圖殺害哈利、榮恩和妙麗那樣。

一旦分靈體受到無法修復的損壞，當中的靈魂碎片就會被摧毀。若分靈體製作者希望取回自己的靈魂碎片，他必須經歷真心誠意的懺悔，只有在創造者對其製造分靈體的謀殺過程經歷了深深的悔恨才能被魔法神奇地撤銷，這種悔恨的痛苦是如此的難以忍受，以至於這個過程可能會把創造者殺掉。